# LEDA 2800504
LEDA 2800504는 고래자리 방향으로 약 6억 1,720만 광년 떨어진 타원 은하이다. 에이벨 85 은하단에 위치하며, LEDA 2456와 상호 작용을 한다.